# ソングス・フォー・ア・テイラー
『ソングス・フォー・ア・テイラー』（Songs for a Tailor）は、スコットランドのミュージシャン、ジャック・ブルースがクリーム解散後の1969年に発表した、ソロ名義では初のスタジオ・アルバム。ただし、録音順としては次作『シングス・ウィー・ライク』（1968年8月録音、1970年発表）に続く2作目に当たる。

## 背景
クリームの4人目のメンバーと言われた作詞家ピート・ブラウンと、クリームのアルバム『カラフル・クリーム』（1967年）、『クリームの素晴らしき世界』（1968年）をプロデュースしたフェリックス・パパラルディが引き続き起用された。
アルバム・タイトルの『ア・テイラー』とはクリームの衣装をデザインしていたジーニー・フランクリン（Jeannie Franklin）のことである。フランクリンは本作が制作されていた1969年5月12日に交通事故で死去し、本作は彼女に捧げられた。
「ハーミストンの運命」と「クリアーアウト」はクリームの未発表曲の再録音で、クリームが1967年3月15日に残したデモ録音はアルバム『カラフル・クリーム』のデラックス・エディション盤（2004年発売）にボーナス・トラックとして収録された。「イマジナリー・ウェスタン」もクリーム時代の曲だが、クリームによる録音は残されていない。エリック・クラプトンがこの曲を嫌っていたという説もあるが、彼は『アンカット』誌2004年5月号のインタビューにおいて、この曲を称賛している。
参加ミュージシャンのジョン・ハイズマンとディック・ヘクストール＝スミスはコロシアムのメンバーで、1968年に行われた『シングス・ウィー・ライク』のセッションでもブルースと共演した。クリス・スペディングはブラウンが率いるピート・ブラウン・アンド・ヒズ・バタード・オーナメンツのメンバーで、後にブルースのツアー・バンドのギタリストとしても活動した。またジョージ・ハリスンがクリームの「バッジ」に続いてL'Angelo Misteriosoという変名で「彼女は調子っぱずれ」に参加したが、彼のパートの音量はミキシングの段階で抑えられた。
ブルースは、本作の参加ミュージシャンのうちハイズマン、ヘクストール＝スミス、ハリー・ベケット、ヘンリー・ロウサー、ジョン・マンフォードの5人と、ニール・アードレイ率いるニュー・ジャズ・オーケストラのアルバム『Le Déjeuner Sur L'Herbe』（1969年）でも共演している。
ブルースは2014年のアルバム『シルヴァー・レイルズ』を制作するに当たり、本作を雛形として使ったと語っている。

## 反響・評価
母国イギリスでは、ブルースのソロ・アルバムとしては唯一の全英アルバムチャート入りを果たし、9週トップ100入りして最高6位を記録するヒット作となった。アメリカのBillboard 200では55位を記録するが、以後5年間にわたり、ブルースのアルバムが全米チャート入りすることはなかった。
Joe Viglioneはオールミュージックにおいて5点満点中4点を付け「このアルバムはジャズとポップの最もユニークな融合の一つであり、ブルースのキャリアにおいて特に重要なジャンルであるブルース色はそれほど重視されていない」「構造、演奏、演出のいずれも申し分ない」と評している。また、ピーター・マーシュは2003年、BBC公式サイトにおいて「ありがちな言葉だが『名盤』と呼ぶに値する」「表面的にはシカゴやブラッド・スウェット・アンド・ティアーズといった初期のジャズ・ロックに近いが、このアルバムはより冒険的で、上品なご馳走だ」と評している。一方、ロバート・クリストガウはB-を付け「彼の背後でどんな事が起こっていようと、ブルースはソロ・シンガーとしては成功していない」と評している。

## リイシュー
1973年のオランダ盤再発LPは『Superstarshine』というシリーズの第30弾として発売され、ジャケット・デザインはオリジナル盤と異なる。また、2003年のリマスターCDには、「ミニストリー・オブ・バッグ」のデモ・ヴァージョンと、未発表の別ミックス3曲がボーナス・トラックとして追加された。

## 収録曲
全曲とも作詞はピート・ブラウン、作曲はジャック・ブルースによる。
1. 彼女は調子っぱずれ "Never Tell Your Mother She's Out of Tune" – 3:41
2. イマジナリー・ウェスタン "Theme for an Imaginary Western" – 3:30
3. 滝へのチケット "Tickets to Water Falls" – 3:00
4. ハーミストンの運命 "Weird of Hermiston" – 2:22
5. 月への縄ばしご "Rope Ladder to the Moon" – 2:53
6. ミニストリー・オブ・バッグ "The Ministry of Bag" – 2:49
7. リッチモンド "He the Richmond" – 3:35
8. ボストン・ボール・ゲーム "Boston Ball Game, 1967" – 1:45
9. アイゼンガード "To Isengard" – 5:27
10. クリアーアウト "The Clearout" – 2:35

### 2003年リマスターCDボーナス・トラック
1. ミニストリー・オブ・バッグ（デモ） "The Ministry of Bag (Demo)" – 3:43
2. ハーミストンの運命（別ミックス） "Weird of Hermiston (Alt. Mix)" – 2:28
3. クリアーアウト（別ミックス） "The Clearout (Alt. Mix)" – 3:00
4. ミニストリー・オブ・バッグ（別ミックス） "The Ministry of Bag (Alt. Mix)" – 3:53

## 参加ミュージシャン
- ジャック・ブルース - ボーカル、ベース、ギター、チェロ、ピアノ、ハモンドオルガン
- フェリックス・パパラルディ - ボーカル（#5、#9）、パーカッション（#7）、ギター（#9）
- ジョージ・ハリスン - ギター（#1）
- クリス・スペディング - ギター（#2、#3、#4、#6、#9、#10）
- ジョン・ハイズマン - ドラムス（#1、#2、#3、#4、#6、#8、#9、#10）
- ジョン・マーシャル - ドラムス（#5、#7）
- ディック・ヘクストール＝スミス - サクソフォーン（#1、#6、#8）
- アート・セーマン - サクソフォーン（#1、#6、#8）
- ハリー・ベケット - トランペット（#1、#6、#8）
- ヘンリー・ロウサー - トランペット（#1、#6、#8）
- ジョン・マンフォード - トロンボーン（#8）

## カヴァー
- 「彼女は調子っぱずれ」 - エレン・マキルウェイン（英語版）のアルバム『We the People』（1973年）に収録[29]。
- 「イマジナリー・ウェスタン」 - ハイズマンとヘクストール＝スミスが結成したコロシアムのアルバム『ドーター・オブ・タイム』（1970年）[30]、パパラルディ（ベース、ボーカル）がレスリー・ウェスト（ギター、ボーカル）と結成したマウンテンのアルバム『勝利への登攀』（1970年）[31]、ウェストのソロ・アルバム『Theme』（1988年）に収録。ブルースはウェストのカヴァーに参加した[32]。
- 「リッチモンド」 - ブルースのアルバム『シャドウズ・イン・ジ・エアー』（2001年）に収録。ヴァーノン・リードがゲスト参加した[33]。
- 「ボストン・ボール・ゲーム」 - 「リッチモンド」と同じく『シャドウズ・イン・ジ・エアー』（2001年）に収録[34]。